# 阿井美千子
阿井 美千子（あい みちこ、1930年1月17日 - ）は、京都府京都市上京区出身の日本の女優。宝塚歌劇団出身。旧芸名は百 ちとせ（もも ちとせ）、阿井 三千子（あい みちこ）。本名は渡辺 千歳。

## 人物・来歴
- 1946年、京都市立二条高等女学校（現・京都市立二条中学校）を卒業し宝塚音楽学校に入り、翌1947年、宝塚歌劇団に入り、百ちとせの芸名で男役として活躍。同期には八千草薫、淀かほるらがいる。宝塚入団時の成績は50人中7位[1]。花組公演『マノン・レスコオ/春のおどり(世界の花)』で初舞台を踏む。配属組[1]は当初は雪組で、次に月組である。
- 1952年7月31日付[1]で、東映東京にスカウトされ宝塚歌劇団を退団。宝塚の最終出演公演の演目は[1]月組公演『アメリカーナ/春のおどり』である。阿井三千子の芸名で「クイズ狂時代」でデビュー。その後、東映京都に転じ、片岡千恵蔵の相手役を多くつとめた。
- 1953年8月、大映京都へ入社。ここでも時代劇で活躍。
- 1954年、『花の白虎隊』より芸名を阿井美千子と改名。
- 1960年、『鏡山競艶録』で主演。
- 1965年初め、大映を退社。以後、テレビや舞台を中心に活動。

## 出演

### 映画
- 喧嘩鴛鴦（英語版）

- 女間者秘聞 赤穂浪士（1953年 東映）
- 砂絵呪縛（1953年 大映）
- 続砂絵呪縛雪女郎（1953年 大映）
- 怪猫有馬御殿（1953年 大映）
- お菊と播磨（1953年 大映）
- 阿波おどり狸合戦 （1954年 大映）
- 舞妓物語（1954年 大映）
- 殴り込み孫悟空（1954年 大映）
- 噂の女（1954年 大映）
- 怪猫岡崎騒動（1954年 大映）

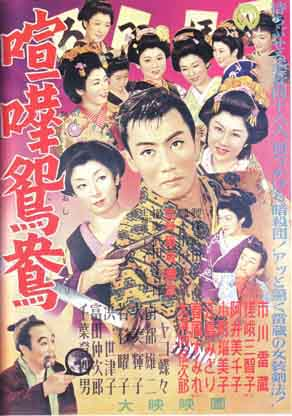
喧嘩鴛鴦
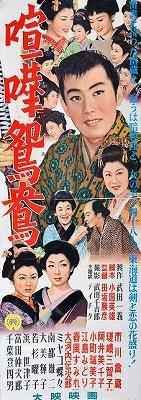

- 投げ唄左門二番手柄　釣り天井の佝僂男（1954年 大映）
- 花の白虎隊（1954年 大映）
- 伊達騒動　母御殿（1954年 大映）
- 投げ唄左門三番手柄　覆面髑髏隊（1954年 大映）
- 怪猫逢魔ケ辻（1954年 大映）
- 楊貴妃（1955年 大映）
- 銭形平次捕物控　どくろ駕篭（1955年 大映）
- お父さんはお人好し（1955年 大映）
- 綱渡り見世物侍（1955年 大映）
- 悪太郎売出す（1955年 大映）
- 怪盗と判官（1955年 大映）
- 虚無僧変化（1955年 大映）
- 花の渡り鳥（1956年 大映）
- 又四郎喧嘩旅（1956年 大映）
- 虚無僧変化　鰐鳴り街道（1956年 大映）
- 銭形平次捕物控　死美人風呂（1956年 大映）
- 腰元行状記（1956年 大映）
- 残菊物語（1956年 大映）
- 喧嘩鴛鴦（1956年 大映）
- 月夜の阿呆鳥（1956年 大映）
- 花頭巾（1956年 大映）
- 銭形平次捕物控　人肌蜘蛛（1956年 大映）
- 弥次喜多道中記（1956年 大映）
- 夜の河（1956年 大映）
- 続花頭巾（1956年 大映）
- 銀河の都（1957年 大映）
- スタジオはてんやわんや（1957年 大映）
- 鼠小僧忍び込み控 子の刻参上（1957年 大映）
- 踊子（1957年 大映）
- 源氏物語 浮舟（1957年 大映）
- 大江戸人気男（1957年 大映）
- 二十九人の喧嘩状（1957年 大映）
- 怪猫夜泣き沼（1957年 大映）
- 万五郎天狗（1957年 大映）
- 銭形平次捕物控 女狐屋敷
- 森の石松（1957年 大映）
- 稲妻街道（1957年 大映）
- 雪の渡り鳥（1957年 大映）
- 不知火頭巾（1957年 大映）
- 銭形平次捕物控 八人の花嫁（1958年 大映）
- 月姫系図（1958年 大映）
- 遊侠五人男（1958年 大映）
- 花太郎呪文（1958年 大映）
- 江戸っ子祭（1958年 大映）
- 陽気な仲間（1958年 大映）
- 忠臣蔵 （1958年 大映）
- 風来坊一番勝負（1958年 大映）
- 七番目の密使（1958年 大映）
- 銭形平次捕物控 鬼火燈籠（1958年 大映）
- 東海道の野郎ども（1958年 大映）
- 濡れ髪剣法（1958年 大映）（1958年 大映）
- 伊賀の水月（1958年 大映）
- 弁天小僧（1958年 大映）
- 銭形平次捕物控 雪女の足跡（1958年 大映）
- 遊太郎巷談（1959年 大映）
- 情炎（1959年 大映）
- 千羽鶴秘帖（1959年 大映）
- 次郎長富士（1959年 大映）
- お役者鮫（1959年 大映）
- かげろう絵図（1959年 大映）
- 関の弥太っぺ（1959年 大映）
- 二人の武蔵（1960年 大映）
- 風雲将棋谷（1960年 大映）
- 大江山酒天童子（1960年 大映）
- 甲賀の密使（1960年 大映）
- 続次郎長富士（1960年 大映）
- 競艶八剣殿（1960年 大映）
- 大菩薩峠（1960年 大映）
- 鏡山競艶録（1960年 大映）
- 唄は峠を越えて（1961年 大映）
- みだれ髪（1961年 大映）
- 銭形平次捕物控 夜のえんま帖（1961年 大映）
- 好色一代男（1961年 大映）
- 大菩薩峠 完結篇（1961年 大映）
- 小太刀を使う女（1961年 大映）
- 悪名（1961年 大映）
- 新源氏物語（1961年 大映）
- 釈迦（1961年 大映）
- 銭形平次捕物控 美人鮫（1961年 大映）
- 長脇差忠臣蔵（1962年 大映）
- 続・新悪名 （1962年 大映）
- 江戸無情（1963年 大映）
- 手討（1963年 大映）
- 眠狂四郎女妖剣（1964年 大映）

### テレビドラマ
- マリヤかあちゃん（1963年、讀賣テレビ）
- 部長刑事 第233話「泳がず」（1963年、朝日放送テレビ）
- 講談ドラマ 「藤十郎の恋」（1963年、NHK）
- 近鉄金曜劇場 「螢」（1963年、TBS）
- 花弁（1963年、讀賣テレビ）
- 天下を取れ（1964年、日本テレビ）
- NHK劇場（NHK）
  - 「この古き誇り」（1964年）
  - 「ちんでん」（1968年）
- 王将物語（1965年、讀賣テレビ）
- 京の川（1965年、関西テレビ）
- 青雲五人の男（1966年、日本テレビ）
- 山本周五郎アワー 「釣忍」（1966年、関西テレビ）
- 遊撃戦 第6話「居残り軍曹」（1966年、日本テレビ・東宝・宝塚映画）
- うどん（1967年、関西テレビ）
- サンヨーカラー劇場 「仮面の忍者赤影」 第8話「南蛮大筒の秘密」（1967年、関西テレビ）
- 素浪人 月影兵庫 第2シリーズ 第24話「花太鼓が鳴っていた」（1967年、NET）
- 銭形平次（フジテレビ・東映）
  - 第69話「多喜之助は何処に」（1967年）
  - 第124話「血染めの手型」（1968年）
  - 第150話「謎の供養料」（1969年）
- 道頓堀（1968年 - 1969年、讀賣テレビ）
- 大奥（1968年　関西テレビ・東映）
- 堂島（1968年 - 1969年、関西テレビ）
- 元禄一代女（1968年、ABC）
- 素浪人 花山大吉 第4話「一人残らず抜けていた」（1969年 NET）
- 悪一代（1969年、ABC）
- あゝ忠臣蔵（1969年、関西テレビ）
- 大坂城の女（1970年、関西テレビ・東映）
- 花くれない（1970年、フジテレビ）
- 雪之丞変化（1970年、フジテレビ）
- 徳川おんな絵巻（1970年　関西テレビ・東映）
- 紅つばめお雪 第3話「夢は血まみれ」（1970年、NET）- 三好楼女将
- 影同心 第14話「大奥（秘）殺し節」（1975年、毎日放送・東映） - きく
- 伝七捕物帳 第81話「罠を斬った包丁」（1975年、日本テレビ）-ひさごの女将
- お耳役秘帳 第3話「復讐の若者」（1976年、関西テレビ・歌舞伎座テレビ） - お常
- あかんたれ（1976年、東海テレビ放送･東宝）- 漢水堂･清の母役
- 水戸黄門（TBS / C.A.L）
  - 第1部　第26話「越後騒動 -高田-」（1970年1月26日） - お千代
  - 第2部　第18話「母子追分 -追分-」（1971年1月25日） - 蓬莱屋の女将
  - 第7部
    - 第27話「真実に命をかけて -松本-」（1976年11月22日） - お徳
    - 第32話「高嶺の花が俺の嫁‼ -高崎-」（1976年12月27日） - お辰
- 必殺シリーズ（ABC / 松竹）
  - 必殺仕業人 第15話「あんたこの連れ合いどう思う」（1976年） - 生徒の母
  - 新・必殺仕置人 第1話～第5話（1977年）
- 吉宗評判記 暴れん坊将軍 第34話「嵐の中に舞う女」 （1978年、テレビ朝日 / 東映） - 月光院
- 大岡越前 第6部 第26話「謎の連続殺人事件」（1982年8月30日、TBS / C.A.L） - お勝
- 必殺仕切人 第7話「もしも九官鳥が秘密をしゃべったら」（1984年 テレビ朝日・松竹） - 梅若
- 土曜ワイド劇場 「京都殺人案内10 からたちの花は死んだよ…」（1985年 テレビ朝日）
- 影の軍団IV 第23話「男の中に女が棲む」（1985年 関西テレビ・東映）
- 火曜サスペンス劇場「非行少年」『男と女の皮肉な再会!16年前の過去が少年を殺す』（1985年、日本テレビ・東映） - 小泉とよ子[2]
- 松本清張サスペンス「愛と空白の共謀」（1988年 関西テレビ・松竹）

### 舞台
- 美空ひばり特別公演「土佐堀川 恋の船のり込み」

### その他のテレビ番組
- クイズ面白ゼミナール（NHK総合）
- 一枚の写真（1986年、フジテレビ）
- 藤山寛美4500秒（朝日放送）